# Тумивара
Тумивара (англ. Toomevara; ирл. Tuaim Uí Mhéara) — деревня в Ирландии, находится в графстве Северный Типперэри (провинция Манстер) там, где в трассу N7 вливается региональная дорога R499.

## Демография
Население — 286 человек (по переписи 2006 года). В 2002 году население составляло 321 человек.
Данные переписи 2006 года:
| Общие демографические показатели |               |                               |                               |      |      |
| Всё население                    | Всё население | Изменения населения 2002—2006 | Изменения населения 2002—2006 | 2006 | 2006 |
| 2002                             | 2006          | чел.                          | %                             | муж. | жен. |
| 321                              | 286           | −35                           | −10,9                         | 141  | 145  |